# 理查德·索普
理查德·索普（英語：Richard Thorpe；1984年11月1日—）是一位加拿大橄欖球運動員。他是加拿大國家橄欖球隊的一員，代表加拿大參加了2015年世界盃橄欖球賽。